# اسکرال
اسکرال‌ها نژادی خیالی از تغییرشکل‌دهندگان فرازمینی هستند که در کتابهای کمیک آمریکایی منتشر شده توسط مارول کامیکس ظاهر می‌شوند. اسکرال‌ها نخستین بار در Fantastic Four # 2 ظاهر شدند و پدیدآورندهٔ آنها استن لی و جک کربی هستند . آنها از سیاره Skrullos سرچشمه گرفته‌اند و امپراتوریشان در کهکشان آندرومدا واقع شده است.
اسکرال‌ها پیش از نخستین حضور به‌صورت لایواکشن در فیلم دنیای سینمایی مارول، کاپیتان مارول، در پویانمایی‌های تلویزیونی و بازی های ویدیویی حضور زیادی داشته است.